# Futsal Club Tiel
Futsal Club Tiel is een Tielse zaalvoetbalvereniging, opgericht op 15 mei 2014.

## Geschiedenis
Futsal Club Tiel is ontstaan na een samensmelting tussen het reeds bestaande RZV Tiel '85 en Camorra C.F. Eerstgenoemde is een recreatieve zaalvoetbalcompetitie in Tiel, waarvan één team jaarlijks aan de landelijke KNVB-competitie mee deed. Camorra C.F. is in 2010 begonnen als een recreatief zaalvoetbalteam, en wist in hun regio kampioen te worden in de 1e klasse A (seizoen 2011/'12) en de Hoofdklasse (seizoen 2013/'14). Na grondig overleg besloten de beide teams te fuseren tot wat vanaf het seizoen 2014/'15 door het leven zal gaan als Futsal Club Tiel.

## Thuishaven
De beide seniorenteams van Futsal Club Tiel spelen haar thuiswedstrijden in Sporthal Westroyen te Tiel.

## Seizoen 2014/'15
Vanaf het seizoen 2014/'15 speelt het eerste team van Futsal Club Tiel in de KNVB Hoofdklasse D.
Het tweede team zal in de regio KNVB Zuid 1 uitkomen in de 1e klasse 03.

## Successen
Onder de vlag van Camorra C.F.:
- Kampioen ZVTA Hoofdklasse: 2013/'14
- Winnaar ZVTA Beker: 2013/'14
- Kampioen ZVTA 1e klasse: 2011/'12
- Verbakel Bokaal: 2014